# Compsocryptus orientalis
Compsocryptus orientalis là một loài tò vò trong họ Ichneumonidae.